# Campeonato Europeo de Balonmano Masculino de 2026
El XVII Campeonato Europeo de Balonmano Masculino se celebrará conjuntamente en Dinamarca, Suecia y Noruega entre el 15 de enero y el 1 de febrero de 2026 bajo la organización de la Federación Europea de Balonmano (EHF) y las federaciones de balonmano de los tres países.
Un total de veinticuatro selecciones nacionales compitieron por el título europeo, cuyo actual portador es el equipo de Francia, vencedor del Europeo de 2024.

## Sedes
| Foto | Grupo                | Ciudad                 | Instalación        | Capacidad |
| ---- | -------------------- | ---------------------- | ------------------ | --------- |
|      | A, B, I y Fase final | Herning ( Dinamarca)   | Jyske Bank Boxen   | 15 000    |
|      | C y D                | Oslo ( Noruega)        | Unity Arena        | 8000      |
|      | E y II               | Malmö ( Suecia)        | Malmö Arena        | 15 000    |
|      | F                    | Kristianstad ( Suecia) | Kristianstad Arena | 5300      |

## Grupos
| Grupo A  | Grupo B             | Grupo C         | Grupo D     | Grupo E      | Grupo F  |
| -------- | ------------------- | --------------- | ----------- | ------------ | -------- |
| Alemania | Dinamarca           | Francia         | Eslovenia   | Suecia       | Hungría  |
| España   | Portugal            | Noruega         | Islas Feroe | Croacia      | Islandia |
| Austria  | Macedonia del Norte | República Checa | Montenegro  | Países Bajos | Polonia  |
| Serbia   | Rumania             | Ucrania         | Suiza       | Georgia      | Italia   |

## Primera fase
- Todos los partidos en la hora local de Dinamarca/Suecia/Noruega (UTC+1).

Los primeros dos de cada grupo pasan a la segunda fase.

### Grupo A
| Equipo   | J | G | E | P | GF | GC | DG | PTS |
| -------- | - | - | - | - | -- | -- | -- | --- |
| Alemania |   |   |   |   |    |    |    |     |
| España   |   |   |   |   |    |    |    |     |
| Austria  |   |   |   |   |    |    |    |     |
| Serbia   |   |   |   |   |    |    |    |     |

- Resultados

| Fecha | Hora  | Partido¹ | Partido¹ | Partido¹ | Resultado |
| ----- | ----- | -------- | -------- | -------- | --------- |
| 15.01 | 18:00 | España   | -        | Serbia   |           |
| 15.01 | 20:30 | Alemania | -        | Austria  |           |
| 17.01 | 18:00 | Austria  | -        | España   |           |
| 17.01 | 20:30 | Serbia   | -        | Alemania |           |
| 19.01 | 18:00 | Austria  | -        | Serbia   |           |
| 19.01 | 20:30 | Alemania | -        | España   |           |

- (¹) – Todos en Herning.

### Grupo B
| Equipo              | J | G | E | P | GF | GC | DG | PTS |
| ------------------- | - | - | - | - | -- | -- | -- | --- |
| Dinamarca           |   |   |   |   |    |    |    |     |
| Portugal            |   |   |   |   |    |    |    |     |
| Macedonia del Norte |   |   |   |   |    |    |    |     |
| Rumania             |   |   |   |   |    |    |    |     |

- Resultados

| Fecha | Hora  | Partido¹            | Partido¹ | Partido¹            | Resultado |
| ----- | ----- | ------------------- | -------- | ------------------- | --------- |
| 16.01 | 18:00 | Portugal            | -        | Rumania             |           |
| 16.01 | 20:30 | Dinamarca           | -        | Macedonia del Norte |           |
| 18.01 | 18:00 | Macedonia del Norte | -        | Portugal            |           |
| 18.01 | 20:30 | Rumania             | -        | Dinamarca           |           |
| 20.01 | 18:00 | Macedonia del Norte | -        | Rumania             |           |
| 20.01 | 20:30 | Dinamarca           | -        | Portugal            |           |

- (¹) – Todos en Herning.

### Grupo C
| Equipo          | J | G | E | P | GF | GC | DG | PTS |
| --------------- | - | - | - | - | -- | -- | -- | --- |
| Francia         |   |   |   |   |    |    |    |     |
| Noruega         |   |   |   |   |    |    |    |     |
| República Checa |   |   |   |   |    |    |    |     |
| Ucrania         |   |   |   |   |    |    |    |     |

- Resultados

| Fecha | Hora  | Partido¹        | Partido¹ | Partido¹        | Resultado |
| ----- | ----- | --------------- | -------- | --------------- | --------- |
| 15.01 | 18:00 | Francia         | -        | República Checa |           |
| 15.01 | 20:30 | Noruega         | -        | Ucrania         |           |
| 17.01 | 18:00 | Ucrania         | -        | Francia         |           |
| 17.01 | 20:30 | República Checa | -        | Noruega         |           |
| 19.01 | 18:00 | República Checa | -        | Ucrania         |           |
| 19.01 | 20:30 | Francia         | -        | Noruega         |           |

- (¹) – Todos en Oslo.

### Grupo D
| Equipo      | J | G | E | P | GF | GC | DG | PTS |
| ----------- | - | - | - | - | -- | -- | -- | --- |
| Eslovenia   |   |   |   |   |    |    |    |     |
| Islas Feroe |   |   |   |   |    |    |    |     |
| Montenegro  |   |   |   |   |    |    |    |     |
| Suiza       |   |   |   |   |    |    |    |     |

- Resultados

| Fecha | Hora  | Partido¹    | Partido¹ | Partido¹    | Resultado |
| ----- | ----- | ----------- | -------- | ----------- | --------- |
| 16.01 | 18:00 | Eslovenia   | -        | Montenegro  |           |
| 16.01 | 20:30 | Islas Feroe | -        | Suiza       |           |
| 18.01 | 18:00 | Montenegro  | -        | Islas Feroe |           |
| 18.01 | 20:30 | Suiza       | -        | Eslovenia   |           |
| 20.01 | 18:00 | Montenegro  | -        | Suiza       |           |
| 20.01 | 20:30 | Eslovenia   | -        | Islas Feroe |           |

- (¹) – Todos en Oslo.

### Grupo E
| Equipo       | J | G | E | P | GF | GC | DG | PTS |
| ------------ | - | - | - | - | -- | -- | -- | --- |
| Suecia       |   |   |   |   |    |    |    |     |
| Croacia      |   |   |   |   |    |    |    |     |
| Países Bajos |   |   |   |   |    |    |    |     |
| Georgia      |   |   |   |   |    |    |    |     |

- Resultados

| Fecha | Hora  | Partido¹     | Partido¹ | Partido¹     | Resultado |
| ----- | ----- | ------------ | -------- | ------------ | --------- |
| 15.01 | 18:00 | Croacia      | -        | Georgia      |           |
| 15.01 | 20:30 | Suecia       | -        | Países Bajos |           |
| 17.01 | 18:00 | Países Bajos | -        | Croacia      |           |
| 17.01 | 20:30 | Georgia      | -        | Suecia       |           |
| 19.01 | 18:00 | Países Bajos | -        | Georgia      |           |
| 19.01 | 20:30 | Suecia       | -        | Croacia      |           |

- (¹) – Todos en Malmö.

### Grupo F
| Equipo   | J | G | E | P | GF | GC | DG | PTS |
| -------- | - | - | - | - | -- | -- | -- | --- |
| Hungría  |   |   |   |   |    |    |    |     |
| Islandia |   |   |   |   |    |    |    |     |
| Polonia  |   |   |   |   |    |    |    |     |
| Italia   |   |   |   |   |    |    |    |     |

- Resultados

| Fecha | Hora  | Partido¹ | Partido¹ | Partido¹ | Resultado |
| ----- | ----- | -------- | -------- | -------- | --------- |
| 16.01 | 18:00 | Islandia | -        | Italia   |           |
| 16.01 | 20:30 | Hungría  | -        | Polonia  |           |
| 18.01 | 18:00 | Polonia  | -        | Islandia |           |
| 18.01 | 20:30 | Italia   | -        | Hungría  |           |
| 20.01 | 18:00 | Polonia  | -        | Italia   |           |
| 20.01 | 20:30 | Hungría  | -        | Islandia |           |

- (¹) – Todos en Kristianstad.